# بلانچ بارتون
بلانچ بارتون (به انگلیسی: Blanche Barton) با نام شناسنامه‌ای شارون لی دنزلی (به انگلیسی: Sharon Leigh Densley) که در میان شیطان‌گرایان به ماجیسترا بلانچ بارتون شهرت دارد، متولد ۱ اکتبر ۱۹۶۱، روزنامه‌نگار و یکی از رهبران دینی شیطان‌گرایی است.
بارتون بزرگ شده سن دیگو و فارغ‌التحصیل رشته روزنامه‌نگاری و ادبیات از کالج ردلندز است.

## رابطه با لاوی
بارتون پس از پایان یافتن رابطه انتان لاوی و معشوقه‌اش داین هگارتی و پس از آنکه هگارتی به عنوان موبده اعظم سابق کلیسای شیطان، خانه سیاه را ترک کرد، با انتان لاوی ملاقات نمود.
بارتون توانست توجه ویژه لاوی را به سمت خود جلب کرده و در جایگاه همراه و معشوقه او قرار بگیرد.
ادامه این رابطه سبب شد که بلانچ بارتون از لاوی فرزنددار شود. سیطن زرکسیس کارنکی لاوی، تنها پسر لاوی و تنها فرزند بارتون است که در سال ۱۹۹۳ متولد شد.
بارتون به عنوان موبده اعظم کلیسای شیطان توانست جایگاهی را کسب کند که قبلاً متعلق به هگارتی بود و این سمت را تا ۳۰ آوریل ۲۰۰۲، هنگامی که پگی نادرامیا را به این جایگاه منصوب کرد، بر عهده داشت. بارتون پس از تفویض جایگاهش به نادرامیا، نقش قبلی او را به عنوان رئیس شورای نهم کلیسای شیطان بر عهده گرفت.
بلانچ بارتون زندگینامه انتان لاوی را نیز نوشته‌است. کتابی تحت عنوان زندگی خصوصی یک شیطان‌گرا که در سال ۱۹۹۰ منتشر شد.
بلانچ بارتون که در ۱۹۸۴ با انتان لاوی آشنا شد، آخرین همراه لاوی بود و لاوی تا آخرین روز عمرش در کنار او زندگی کرد.
پس از درگذشت لاوی، بحث بر سر تقسیم میراث او بود که نهایتاً طی یک توافق قرار شد که اموال، نوشتارها و حق امتیاز آثار انتان لاوی بین سه فرزندش کارلا، زینا و سیطن تقسیم شود و بارتون نیز امتیاز مالکیت کلیسای شیطان را دریافت کند.